# Авиационно-технический институт (Белград)
Авиационно-технический институт (серб. Ваздухопловнотехнички институт) — югославский институт, занимавшийся разработкой авиационной техники.

## История
Был основан в 1946 году. Работал до 1992 года, когда после распада Югославии был объединен с военно-техническим институтом в Белграде.
Институтом было разработано большинство югославских военных самолётов.
Самолёты, разработанные институтом, производились на заводах СОКО (Мостар) и УТВА (Панчево).

## Проекты
- СОКО Г-2 Галеб
- СОКО Г-4 Супер Галеб
- СОКО Ј-20 Крагуј
- СОКО J-22 Орао